# Alexander H. Rice
Alexander Hamilton Rice, född 30 augusti 1818 i Newton, Massachusetts, död 22 juli 1895 i Boston, Massachusetts, var en amerikansk republikansk politiker. Han var Bostons borgmästare 1856–1857, ledamot av USA:s representanthus 1859–1867 och Massachusetts guvernör 1876–1879.
Rice studerade vid Union College och var sedan verksam inom pappersindustrin i Boston. År 1856 tillträdde han som borgmästare och efterträddes 1857 av Frederic W. Lincoln. År 1859 efterträdde han Linus B. Comins i representanthuset där han satt i åtta år.
År 1876 efterträdde han William Gaston som guvernör och efterträddes 1879 av Thomas Talbot. Rice återvände till näringslivets tjänst efter att ha lämnat guvernörsämbetet.
Han var farfar till Alexander H. Rice den yngre.